# ヘリウム星
ヘリウム星(helium star)は、O型またはB型の青い恒星である。ヘリウムのフラウンホーファー線が非常に強く、通常の水素の線が弱い。これは、恒星風が強くて外層の質量が失われていることを意味する。極端ヘリウム星は、スペクトル中に水素が全くない恒星である。
以前は、ヘリウム星はB型星と同義であったが、そのような使われ方はもうされていない。
ヘリウム星という用語は、合計質量が少なくとも0.5太陽質量ある2つのヘリウム白色矮星が融合し、ヘリウム核融合が始まり、数百万年の寿命を持つような仮説上の恒星に対しても用いられる。このような恒星は、強ヘリウム星の起源であると信じられている。